# Manga (roupa)

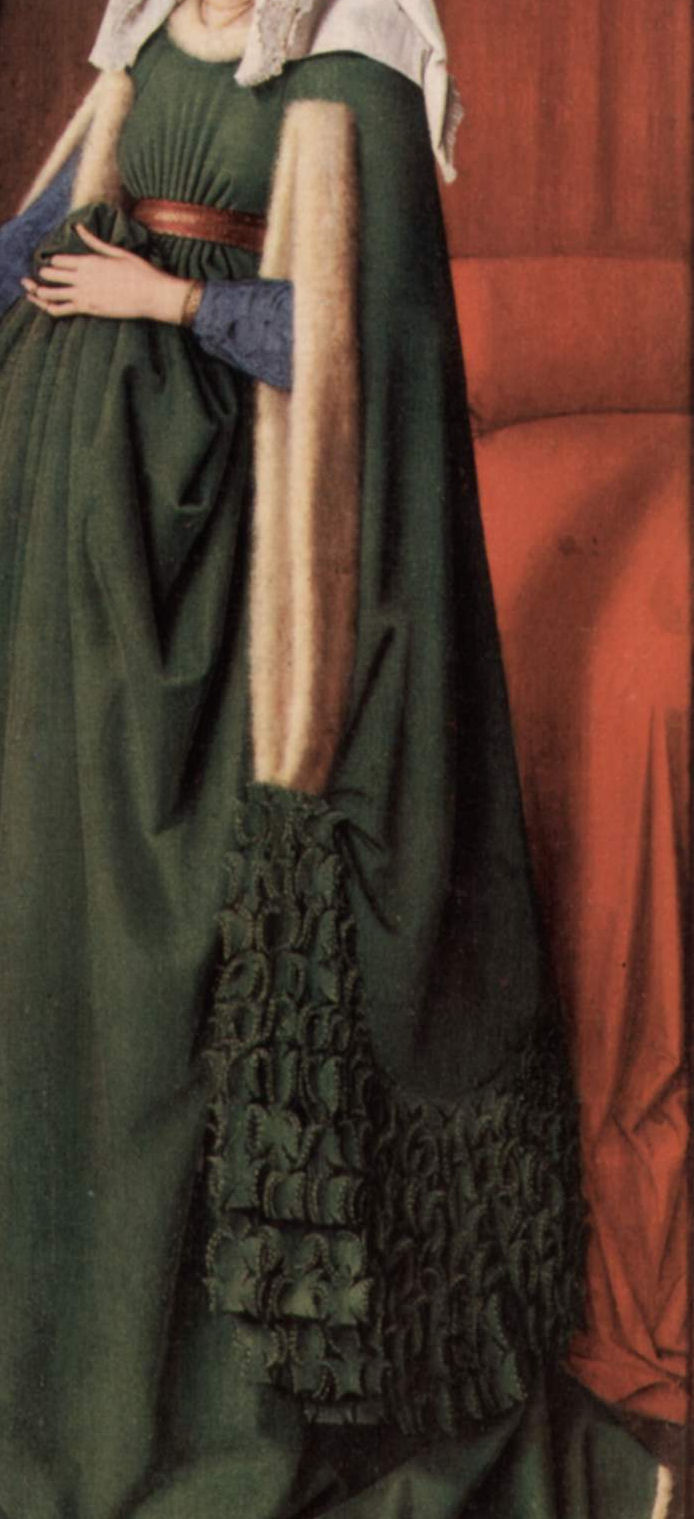
Manga elaborada no século XV: Detalhe de The Arnolfini Portrait por Jan van Eyck.

Manga é a parte de uma roupa que cobre o braço, por parte ou por completo. As mangas variaram muito em estilo de acordo com a época e com a cultura, e de acordo com a função social do trabalhador.A seguir, algumas curiosidades sobre mangas e sua evolução ao longo do tempo.

## Tipos de Mangas
As mangas podem ser classificadas de várias maneiras, dependendo do seu comprimento e estilo. Entre os tipos mais comuns, estão:
- Mangas Longas: Estendem-se até os pulsos ou além, oferecendo proteção e calor. São frequentemente usadas em roupas formais, como vestidos e camisas.
- Mangas Curtas: Cobrindo apenas a parte superior do braço, são populares em climas quentes e em roupas casuais, como camisetas e blusas.
- Mangas 3/4: Comprimento intermediário que vai até o antebraço. Este estilo é versátil e adequado para diversas ocasiões.
- Mangas Bufantes: Caracterizadas por serem volumosas e franzidas, geralmente usadas em roupas de época e em alguns estilos modernos.

## Curiosidades
1. História: As mangas têm uma longa história, com registros que datam de civilizações antigas, como a egípcia e a grega. Elas eram frequentemente decoradas e podiam indicar status social.
2. Simbolismo: Em muitas culturas, as mangas também têm significados simbólicos. Por exemplo, no Japão, as mangas largas eram usadas por samurais como um sinal de status e coragem.
3. Moda e Estilo: Ao longo dos séculos, as mangas passaram por várias transformações, refletindo tendências de moda. Na Idade Média, mangas longas e elaboradas eram comuns, enquanto no século XX, as mangas mais curtas se tornaram populares.
4. Funções Práticas: Além da estética, as mangas servem a propósitos práticos, como proteção contra o sol e sujeira. Em muitas profissões, mangas longas são essenciais para a segurança no trabalho.
5. Tendências Modernas: Nos últimos anos, as mangas têm sido objeto de inovação, com estilos como mangas assimétricas e removíveis ganhando destaque nas passarelas e no vestuário cotidiano.